# ميخائيل لورينز (ملحن)
ميخائيل لورينز (بالألمانية: Michael Lorenz)‏ هو عالم موسيقى وملحن نمساوي، ولد في 18 يوليو 1958 في فيينا في النمسا.

## وصلات خارجية
- الموقع الرسمي